# Sesamum angustifolium
Sesamum angustifolium är en sesamväxtart som först beskrevs av Daniel Oliver, och fick sitt nu gällande namn av Adolf Engler. Sesamum angustifolium ingår i släktet sesamer, och familjen sesamväxter. Inga underarter finns listade i Catalogue of Life.